# Franz Jakob Nessel
Franz Jakob Nessel (auch: Friedrich) (* 30. Juni 1808 in Seligenstadt; † 13. Dezember 1862 in Beerfelden) war ein hessischer Richter und Politiker und Abgeordneter der 1. und der 2. Kammer der Landstände des Großherzogtums Hessen.
Franz Jakob Nessel war der Sohn des Dachdeckermeisters Caspar Nessel und dessen Ehefrau Katharina, geborene Delge. Nessel, der katholischen Glaubens war, heiratete Sybille Josephe geborene Rogner (Regner).
Nessel studierte Rechtswissenschaften und schloss das Studium 1833 mit der Promotion zum Dr. jur. ab. Er wurde Hofgerichtssekretariatsakzessist am Hofgericht Darmstadt, 1846 Assessor mit Stimme am Landgericht Seligenstadt. 1853 wechselte er in gleicher Funktion an das Landgericht Lorch und wurde 1861 Landrichter am Landgericht Beerfelden.
1849 bis 1850 war er gewähltes Mitglied der ersten Kammer der Landstände. Von 1851 bis 1856 gehörte er der Zweiten Kammer der Landstände an. Er wurde für den Wahlbezirk Starkenburg 15/Seligenstadt gewählt.